# Walking on Air (filme)

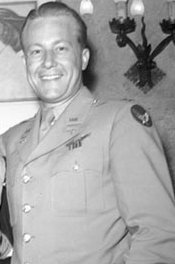
Gene Raymond em foto de 1945. Bastante popular nas décadas de 1930 e 1940, Raymond diminuiu o ritmo a partir dos anos 1950. Seu matrimônio com Jeanette MacDonald, celebrado em 1937, durou até à morte dela, em 1965, um dos mais duradouros de Hollywood.

Walking on Air (Brasil: Andando no Ar ) é um filme estadunidense de 1936, do gênero comédia musical, dirigido por Joseph Santley e estrelado por Gene Raymond e Ann Sothern. O filme é um dos melhores musicais B da RKO, com um roteiro cativante e a mão hábil do diretor, que misturou com leveza romance, comédia, musical e suspense em pouco mais de uma hora de projeção.
Entre as canções, Let's Make a Wish e My Heart Wants to Dance, ambas de Bert Kalamr e Sid Silvers.

## Sinopse
Depois de muito pensar, Kit Bennett, de uma família rica, põe seu plano em prática: contrata o estudante Pete Quinlan para fingir-se de conde, o pusilânime Conde Pierre Louis de Marsac. Com isso, ela pretende atormentar seu pai Horace e sua tia Evelyn, de forma que eles ficarão felizes por deixá-la casar-se com o recém-divorciado Fred Randolph. Acontece que Pete se apaixona por ela e usa o rádio para conquistá-la.

## Elenco
| Ator/Atriz       | Personagem                        |
| ---------------- | --------------------------------- |
| Gene Raymond     | Pete Quinlan                      |
| Ann Sothern      | Kit Bennett                       |
| Jessie Ralph     | Evelyn Bennett                    |
| Henry Stephenson | Horace Bennett                    |
| George Meeker    | Tom Quilan                        |
| Gordon Jones     | Joe                               |
| Maxine Jennings  | Flo Quinlan                       |
| Alan Curtis      | Fred Randolph                     |
| Anita Colby      | Ex-esposa de Fred Randolph        |
| Patricia Wilder  | Recepcionista da estação de rádio |